# Tour de Valonia 2022
La 49.ª edición del Tour de Valonia (nombre oficial Ethias-Tour de Wallonie) fue una carrera de ciclismo en ruta por etapas que se celebró entre el 23 y el 27 de julio de 2022, con inicio en la ciudad de Genappe y final la ciudad de Quaregnon sobre un recorrido 961,23 kilómetros.
La carrera formó parte del UCI ProSeries 2022, calendario ciclístico mundial de segunda división, dentro de la categoría UCI 2.Pro y fue ganada por el australiano Robert Stannard del Alpecin-Deceuninck. Completaron el podio, como segundo y tercer clasificado respectivamente, el belga Loïc Vliegen del Intermarché-Wanty-Gobert Matériaux y el danés Mattias Skjelmose Jensen del Trek-Segafredo.

## Equipos participantes
Tomaron parte en la carrera 22 equipos: 14 de categoría UCI WorldTeam, 6 de categoría UCI ProTeam y 2 de categoría Continental. Formaron así un pelotón de 150 ciclistas de los que acabaron 106. Los equipos participantes fueron:
| WorldTeams (14)- AG2R Citroën Team - Bora-Hansgrohe - Cofidis - Team DSM - EF Education-EasyPost - Groupama-FDJ - Ineos Grenadiers - UAE Team Emirates - Intermarché-Wanty-Gobert Matériaux - Quick-Step Alpha Vinyl - Lotto-Soudal - Trek-Segafredo - Israel-Premier Tech - Movistar Team ProTeams (6)- Alpecin-Deceuninck - TotalEnergies - B&B Hotels-KTM - Bingoal Pauwels Sauces WB - Sport Vlaanderen-Baloise - Arkéa-Samsic Equipos continentales (2)- Tarteletto-Isorex - Baloise Trek Lions |
| |

## Recorrido
El Tour de Valonia dispuso de cinco etapas para un recorrido total de 961,23 kilómetros.
| Etapa     | Fecha     | Recorrido                          | type            | Distancia (km) | Desnivel (m) | Ganador            | Líder              |
| --------- | --------- | ---------------------------------- | --------------- | -------------- | ------------ | ------------------ | ------------------ |
| 1.ª etapa | 23 de jul | Temploux – Huy                     | etapa escarpada | 174,44         | 2385 m       | Julian Alaphilippe | Julian Alaphilippe |
| 2.ª etapa | 24 de jul | Verviers – Herve                   | etapa escarpada | 176,8          | 2907 m       | Oier Lazkano       | Robert Stannard    |
| 3.ª etapa | 25 de jul | Visé – Rochefort                   | etapa llana     | 194,3          | 3084 m       | Arnaud De Lie      | Robert Stannard    |
| 4.ª etapa | 26 de jul | Durbuy – Couvin                    | etapa llana     | 200,89         | 3132 m       | Davide Ballerini   | Robert Stannard    |
| 5.ª etapa | 27 de jul | Le Rœulx – Chapelle-lez-Herlaimont | etapa llana     | 214,8          | 1519 m       | Jan Bakelants      | Robert Stannard    |

### 1.ª etapa
| Temploux - Huy | etapa escarpada | (174,44 km) |

| \| Clasificación de la etapa \| Clasificación de la etapa \| Clasificación de la etapa \| Clasificación de la etapa \| Clasificación de la etapa \| \| Ciclista \| Ciclista \| Equipo \| Tiempo \| \| \| ------------------------- \| ------------------------- \| ---------------------------------- \| ------------------------- \| ------------------------- \| \| 1.º \| Julian Alaphilippe \| Quick-Step Alpha Vinyl \| 4 h 06 min 11 s \| \| \| 2.º \| Alex Aranburu \| Movistar Team \| + 1 s \| \| \| 3.º \| Robert Stannard \| Alpecin-Deceuninck \| + 1 s \| \| \| 4.º \| Mattias Skjelmose \| Trek-Segafredo \| + 5 s \| \| \| 5.º \| Odd Christian Eiking \| EF Education-EasyPost \| + 5 s \| \| \| 6.º \| Lorenzo Rota \| Intermarché-Wanty-Gobert Matériaux \| + 5 s \| \| \| 7.º \| Guillaume Martin \| Cofidis \| + 9 s \| \| \| 8.º \| Greg Van Avermaet \| AG2R Citroën Team \| + 15 s \| \| \| 9.º \| Clément Champoussin \| AG2R Citroën Team \| + 15 s \| \| \| 10.º \| Cian Uijtdebroeks \| Bora-Hansgrohe \| + 17 s \| \| |                      |                                    |                 |
| |                      |                                    |                 |
| Fuente: ProCyclingStats |                      |                                    |                 |
| Clasificación de la etapa |                      |                                    |                 |
| Ciclista | Ciclista             | Equipo                             | Tiempo          |
| 1.º | Julian Alaphilippe   | Quick-Step Alpha Vinyl             | 4 h 06 min 11 s |
| 2.º | Alex Aranburu        | Movistar Team                      | + 1 s           |
| 3.º | Robert Stannard      | Alpecin-Deceuninck                 | + 1 s           |
| 4.º | Mattias Skjelmose    | Trek-Segafredo                     | + 5 s           |
| 5.º | Odd Christian Eiking | EF Education-EasyPost              | + 5 s           |
| 6.º | Lorenzo Rota         | Intermarché-Wanty-Gobert Matériaux | + 5 s           |
| 7.º | Guillaume Martin     | Cofidis                            | + 9 s           |
| 8.º | Greg Van Avermaet    | AG2R Citroën Team                  | + 15 s          |
| 9.º | Clément Champoussin  | AG2R Citroën Team                  | + 15 s          |
| 10.º | Cian Uijtdebroeks    | Bora-Hansgrohe                     | + 17 s          |

| \| Clasificación general \| Clasificación general \| Clasificación general \| Clasificación general \| Clasificación general \| \| Ciclista \| Ciclista \| Equipo \| Tiempo \| \| \| --------------------- \| --------------------- \| ---------------------------------- \| --------------------- \| --------------------- \| \| 1.º \| Julian Alaphilippe \| Quick-Step Alpha Vinyl \| 4 h 06 min 01 s \| \| \| 2.º \| Alex Aranburu \| Movistar Team \| + 5 s \| \| \| 3.º \| Robert Stannard \| Alpecin-Deceuninck \| + 7 s \| \| \| 4.º \| Mattias Skjelmose \| Trek-Segafredo \| + 15 s \| \| \| 5.º \| Odd Christian Eiking \| EF Education-EasyPost \| + 15 s \| \| \| 6.º \| Lorenzo Rota \| Intermarché-Wanty-Gobert Matériaux \| + 15 s \| \| \| 7.º \| Guillaume Martin \| Cofidis \| + 19 s \| \| \| 8.º \| Greg Van Avermaet \| AG2R Citroën Team \| + 25 s \| \| \| 9.º \| Clément Champoussin \| AG2R Citroën Team \| + 25 s \| \| \| 10.º \| Cian Uijtdebroeks \| Bora-Hansgrohe \| + 27 s \| \| |                      |                                    |                 |
| |                      |                                    |                 |
| Fuente: ProCyclingStats |                      |                                    |                 |
| Clasificación general |                      |                                    |                 |
| Ciclista | Ciclista             | Equipo                             | Tiempo          |
| 1.º | Julian Alaphilippe   | Quick-Step Alpha Vinyl             | 4 h 06 min 01 s |
| 2.º | Alex Aranburu        | Movistar Team                      | + 5 s           |
| 3.º | Robert Stannard      | Alpecin-Deceuninck                 | + 7 s           |
| 4.º | Mattias Skjelmose    | Trek-Segafredo                     | + 15 s          |
| 5.º | Odd Christian Eiking | EF Education-EasyPost              | + 15 s          |
| 6.º | Lorenzo Rota         | Intermarché-Wanty-Gobert Matériaux | + 15 s          |
| 7.º | Guillaume Martin     | Cofidis                            | + 19 s          |
| 8.º | Greg Van Avermaet    | AG2R Citroën Team                  | + 25 s          |
| 9.º | Clément Champoussin  | AG2R Citroën Team                  | + 25 s          |
| 10.º | Cian Uijtdebroeks    | Bora-Hansgrohe                     | + 27 s          |

### 2.ª etapa
| Verviers - Herve | etapa escarpada | (176,8 km) |

| \| Clasificación de la etapa \| Clasificación de la etapa \| Clasificación de la etapa \| Clasificación de la etapa \| Clasificación de la etapa \| \| Ciclista \| Ciclista \| Equipo \| Tiempo \| \| \| ------------------------- \| ------------------------- \| ---------------------------------- \| ------------------------- \| ------------------------- \| \| 1.º \| Oier Lazkano \| Movistar Team \| 4 h 12 min 40 s \| \| \| 2.º \| Loïc Vliegen \| Intermarché-Wanty-Gobert Matériaux \| + 2 s \| \| \| 3.º \| Jesús Herrada \| Cofidis \| + 7 s \| \| \| 4.º \| Robert Stannard \| Alpecin-Deceuninck \| + 11 s \| \| \| 5.º \| Mattias Skjelmose \| Trek-Segafredo \| + 11 s \| \| \| 6.º \| Lorenzo Rota \| Intermarché-Wanty-Gobert Matériaux \| + 11 s \| \| \| 7.º \| Greg Van Avermaet \| AG2R Citroën Team \| + 11 s \| \| \| 8.º \| James Shaw \| EF Education-EasyPost \| + 11 s \| \| \| 9.º \| Maxim Van Gils \| Lotto-Soudal \| + 11 s \| \| \| 10.º \| Frederik Wandahl \| Bora-Hansgrohe \| + 11 s \| \| |                   |                                    |                 |
| |                   |                                    |                 |
| Fuente: ProCyclingStats |                   |                                    |                 |
| Clasificación de la etapa |                   |                                    |                 |
| Ciclista | Ciclista          | Equipo                             | Tiempo          |
| 1.º | Oier Lazkano      | Movistar Team                      | 4 h 12 min 40 s |
| 2.º | Loïc Vliegen      | Intermarché-Wanty-Gobert Matériaux | + 2 s           |
| 3.º | Jesús Herrada     | Cofidis                            | + 7 s           |
| 4.º | Robert Stannard   | Alpecin-Deceuninck                 | + 11 s          |
| 5.º | Mattias Skjelmose | Trek-Segafredo                     | + 11 s          |
| 6.º | Lorenzo Rota      | Intermarché-Wanty-Gobert Matériaux | + 11 s          |
| 7.º | Greg Van Avermaet | AG2R Citroën Team                  | + 11 s          |
| 8.º | James Shaw        | EF Education-EasyPost              | + 11 s          |
| 9.º | Maxim Van Gils    | Lotto-Soudal                       | + 11 s          |
| 10.º | Frederik Wandahl  | Bora-Hansgrohe                     | + 11 s          |

| \| Clasificación general \| Clasificación general \| Clasificación general \| Clasificación general \| Clasificación general \| \| Ciclista \| Ciclista \| Equipo \| Tiempo \| \| \| --------------------- \| --------------------- \| ---------------------------------- \| --------------------- \| --------------------- \| \| 1.º \| Robert Stannard \| Alpecin-Deceuninck \| 8 h 18 min 57 s \| \| \| 2.º \| Mattias Skjelmose \| Trek-Segafredo \| + 7 s \| \| \| 3.º \| Lorenzo Rota \| Intermarché-Wanty-Gobert Matériaux \| + 10 s \| \| \| 4.º \| Loïc Vliegen \| Intermarché-Wanty-Gobert Matériaux \| + 11 s \| \| \| 5.º \| Guillaume Martin \| Cofidis \| + 11 s \| \| \| 6.º \| Greg Van Avermaet \| AG2R Citroën Team \| + 20 s \| \| \| 7.º \| Cian Uijtdebroeks \| Bora-Hansgrohe \| + 22 s \| \| \| 8.º \| James Shaw \| EF Education-EasyPost \| + 28 s \| \| \| 9.º \| Jesús Herrada \| Cofidis \| + 29 s \| \| \| 10.º \| Maxim Van Gils \| Lotto-Soudal \| + 32 s \| \| |                   |                                    |                 |
| |                   |                                    |                 |
| Fuente: ProCyclingStats |                   |                                    |                 |
| Clasificación general |                   |                                    |                 |
| Ciclista | Ciclista          | Equipo                             | Tiempo          |
| 1.º | Robert Stannard   | Alpecin-Deceuninck                 | 8 h 18 min 57 s |
| 2.º | Mattias Skjelmose | Trek-Segafredo                     | + 7 s           |
| 3.º | Lorenzo Rota      | Intermarché-Wanty-Gobert Matériaux | + 10 s          |
| 4.º | Loïc Vliegen      | Intermarché-Wanty-Gobert Matériaux | + 11 s          |
| 5.º | Guillaume Martin  | Cofidis                            | + 11 s          |
| 6.º | Greg Van Avermaet | AG2R Citroën Team                  | + 20 s          |
| 7.º | Cian Uijtdebroeks | Bora-Hansgrohe                     | + 22 s          |
| 8.º | James Shaw        | EF Education-EasyPost              | + 28 s          |
| 9.º | Jesús Herrada     | Cofidis                            | + 29 s          |
| 10.º | Maxim Van Gils    | Lotto-Soudal                       | + 32 s          |

### 3.ª etapa
| Visé - Rochefort | etapa llana | (194,3 km) |

| \| Clasificación de la etapa \| Clasificación de la etapa \| Clasificación de la etapa \| Clasificación de la etapa \| Clasificación de la etapa \| \| Ciclista \| Ciclista \| Equipo \| Tiempo \| \| \| ------------------------- \| ------------------------- \| ---------------------------------- \| ------------------------- \| ------------------------- \| \| 1.º \| Arnaud De Lie \| Lotto-Soudal \| 4 h 39 min 22 s \| \| \| 2.º \| Biniam Girmay \| Intermarché-Wanty-Gobert Matériaux \| + 0 s \| \| \| 3.º \| Axel Laurance \| B&B Hotels-KTM \| + 0 s \| \| \| 4.º \| Tom Van Asbroeck \| Israel-Premier Tech \| + 0 s \| \| \| 5.º \| Matteo Moschetti \| Trek-Segafredo \| + 0 s \| \| \| 6.º \| Alex Aranburu \| Movistar Team \| + 0 s \| \| \| 7.º \| Milan Menten \| Bingoal Pauwels Sauces WB \| + 0 s \| \| \| 8.º \| Oliviero Troia \| UAE Team Emirates \| + 0 s \| \| \| 9.º \| Ben Turner \| Ineos Grenadiers \| + 0 s \| \| \| 10.º \| Kim Heiduk \| Ineos Grenadiers \| + 0 s \| \| |                  |                                    |                 |
| |                  |                                    |                 |
| Fuente: ProCyclingStats |                  |                                    |                 |
| Clasificación de la etapa |                  |                                    |                 |
| Ciclista | Ciclista         | Equipo                             | Tiempo          |
| 1.º | Arnaud De Lie    | Lotto-Soudal                       | 4 h 39 min 22 s |
| 2.º | Biniam Girmay    | Intermarché-Wanty-Gobert Matériaux | + 0 s           |
| 3.º | Axel Laurance    | B&B Hotels-KTM                     | + 0 s           |
| 4.º | Tom Van Asbroeck | Israel-Premier Tech                | + 0 s           |
| 5.º | Matteo Moschetti | Trek-Segafredo                     | + 0 s           |
| 6.º | Alex Aranburu    | Movistar Team                      | + 0 s           |
| 7.º | Milan Menten     | Bingoal Pauwels Sauces WB          | + 0 s           |
| 8.º | Oliviero Troia   | UAE Team Emirates                  | + 0 s           |
| 9.º | Ben Turner       | Ineos Grenadiers                   | + 0 s           |
| 10.º | Kim Heiduk       | Ineos Grenadiers                   | + 0 s           |

| \| Clasificación general \| Clasificación general \| Clasificación general \| Clasificación general \| Clasificación general \| \| Ciclista \| Ciclista \| Equipo \| Tiempo \| \| \| --------------------- \| --------------------- \| ---------------------------------- \| --------------------- \| --------------------- \| \| 1.º \| Robert Stannard \| Alpecin-Deceuninck \| 15 h 58 min 23 s \| \| \| 2.º \| Loïc Vliegen \| Intermarché-Wanty-Gobert Matériaux \| + 4 s \| \| \| 3.º \| Mattias Skjelmose \| Trek-Segafredo \| + 6 s \| \| \| 4.º \| Lorenzo Rota \| Intermarché-Wanty-Gobert Matériaux \| + 8 s \| \| \| 5.º \| Guillaume Martin \| Cofidis \| + 11 s \| \| \| 6.º \| Greg Van Avermaet \| AG2R Citroën Team \| + 20 s \| \| \| 7.º \| Cian Uijtdebroeks \| Bora-Hansgrohe \| + 22 s \| \| \| 8.º \| James Shaw \| EF Education-EasyPost \| + 28 s \| \| \| 9.º \| Jesús Herrada \| Cofidis \| + 29 s \| \| \| 10.º \| Maxim Van Gils \| Lotto-Soudal \| + 32 s \| \| |                   |                                    |                  |
| |                   |                                    |                  |
| Fuente: ProCyclingStats |                   |                                    |                  |
| Clasificación general |                   |                                    |                  |
| Ciclista | Ciclista          | Equipo                             | Tiempo           |
| 1.º | Robert Stannard   | Alpecin-Deceuninck                 | 15 h 58 min 23 s |
| 2.º | Loïc Vliegen      | Intermarché-Wanty-Gobert Matériaux | + 4 s            |
| 3.º | Mattias Skjelmose | Trek-Segafredo                     | + 6 s            |
| 4.º | Lorenzo Rota      | Intermarché-Wanty-Gobert Matériaux | + 8 s            |
| 5.º | Guillaume Martin  | Cofidis                            | + 11 s           |
| 6.º | Greg Van Avermaet | AG2R Citroën Team                  | + 20 s           |
| 7.º | Cian Uijtdebroeks | Bora-Hansgrohe                     | + 22 s           |
| 8.º | James Shaw        | EF Education-EasyPost              | + 28 s           |
| 9.º | Jesús Herrada     | Cofidis                            | + 29 s           |
| 10.º | Maxim Van Gils    | Lotto-Soudal                       | + 32 s           |

### 4.ª etapa
| Durbuy - Couvin | etapa llana | (200,89 km) |

| \| Clasificación de la etapa \| Clasificación de la etapa \| Clasificación de la etapa \| Clasificación de la etapa \| Clasificación de la etapa \| \| Ciclista \| Ciclista \| Equipo \| Tiempo \| \| \| ------------------------- \| ------------------------- \| ---------------------------------- \| ------------------------- \| ------------------------- \| \| 1.º \| Davide Ballerini \| Quick-Step Alpha Vinyl \| 5 h 10 min 12 s \| \| \| 2.º \| José Joaquín Rojas \| Movistar Team \| + 0 s \| \| \| 3.º \| Rui Oliveira \| UAE Team Emirates \| + 0 s \| \| \| 4.º \| Mattias Skjelmose \| Trek-Segafredo \| + 0 s \| \| \| 5.º \| Biniam Girmay \| Intermarché-Wanty-Gobert Matériaux \| + 0 s \| \| \| 6.º \| Matteo Trentin \| UAE Team Emirates \| + 0 s \| \| \| 7.º \| Jake Stewart \| Groupama-FDJ \| + 0 s \| \| \| 8.º \| Milan Menten \| Bingoal Pauwels Sauces WB \| + 0 s \| \| \| 9.º \| Axel Laurance \| B&B Hotels-KTM \| + 0 s \| \| \| 10.º \| Sep Vanmarcke \| Israel-Premier Tech \| + 0 s \| \| |                    |                                    |                 |
| |                    |                                    |                 |
| Fuente: ProCyclingStats |                    |                                    |                 |
| Clasificación de la etapa |                    |                                    |                 |
| Ciclista | Ciclista           | Equipo                             | Tiempo          |
| 1.º | Davide Ballerini   | Quick-Step Alpha Vinyl             | 5 h 10 min 12 s |
| 2.º | José Joaquín Rojas | Movistar Team                      | + 0 s           |
| 3.º | Rui Oliveira       | UAE Team Emirates                  | + 0 s           |
| 4.º | Mattias Skjelmose  | Trek-Segafredo                     | + 0 s           |
| 5.º | Biniam Girmay      | Intermarché-Wanty-Gobert Matériaux | + 0 s           |
| 6.º | Matteo Trentin     | UAE Team Emirates                  | + 0 s           |
| 7.º | Jake Stewart       | Groupama-FDJ                       | + 0 s           |
| 8.º | Milan Menten       | Bingoal Pauwels Sauces WB          | + 0 s           |
| 9.º | Axel Laurance      | B&B Hotels-KTM                     | + 0 s           |
| 10.º | Sep Vanmarcke      | Israel-Premier Tech                | + 0 s           |

| \| Clasificación general \| Clasificación general \| Clasificación general \| Clasificación general \| Clasificación general \| \| Ciclista \| Ciclista \| Equipo \| Tiempo \| \| \| --------------------- \| --------------------- \| ---------------------------------- \| --------------------- \| --------------------- \| \| 1.º \| Robert Stannard \| Alpecin-Deceuninck \| 18 h 08 min 35 s \| \| \| 2.º \| Loïc Vliegen \| Intermarché-Wanty-Gobert Matériaux \| + 4 s \| \| \| 3.º \| Mattias Skjelmose \| Trek-Segafredo \| + 6 s \| \| \| 4.º \| Lorenzo Rota \| Intermarché-Wanty-Gobert Matériaux \| + 8 s \| \| \| 5.º \| Guillaume Martin \| Cofidis \| + 11 s \| \| \| 6.º \| Greg Van Avermaet \| AG2R Citroën Team \| + 20 s \| \| \| 7.º \| Cian Uijtdebroeks \| Bora-Hansgrohe \| + 22 s \| \| \| 8.º \| James Shaw \| EF Education-EasyPost \| + 28 s \| \| \| 9.º \| Jesús Herrada \| Cofidis \| + 29 s \| \| \| 10.º \| Maxim Van Gils \| Lotto-Soudal \| + 32 s \| \| |                   |                                    |                  |
| |                   |                                    |                  |
| Fuente: ProCyclingStats |                   |                                    |                  |
| Clasificación general |                   |                                    |                  |
| Ciclista | Ciclista          | Equipo                             | Tiempo           |
| 1.º | Robert Stannard   | Alpecin-Deceuninck                 | 18 h 08 min 35 s |
| 2.º | Loïc Vliegen      | Intermarché-Wanty-Gobert Matériaux | + 4 s            |
| 3.º | Mattias Skjelmose | Trek-Segafredo                     | + 6 s            |
| 4.º | Lorenzo Rota      | Intermarché-Wanty-Gobert Matériaux | + 8 s            |
| 5.º | Guillaume Martin  | Cofidis                            | + 11 s           |
| 6.º | Greg Van Avermaet | AG2R Citroën Team                  | + 20 s           |
| 7.º | Cian Uijtdebroeks | Bora-Hansgrohe                     | + 22 s           |
| 8.º | James Shaw        | EF Education-EasyPost              | + 28 s           |
| 9.º | Jesús Herrada     | Cofidis                            | + 29 s           |
| 10.º | Maxim Van Gils    | Lotto-Soudal                       | + 32 s           |

### 5.ª etapa
| Le Rœulx - Chapelle-lez-Herlaimont | etapa llana | (214,8 km) |

| \| Clasificación de la etapa \| Clasificación de la etapa \| Clasificación de la etapa \| Clasificación de la etapa \| Clasificación de la etapa \| \| Ciclista \| Ciclista \| Equipo \| Tiempo \| \| \| ------------------------- \| ------------------------- \| ---------------------------------- \| ------------------------- \| ------------------------- \| \| 1.º \| Jan Bakelants \| Intermarché-Wanty-Gobert Matériaux \| 4 h 41 min 25 s \| \| \| 2.º \| Robert Stannard \| Alpecin-Deceuninck \| + 0 s \| \| \| 3.º \| Axel Laurance \| B&B Hotels-KTM \| + 0 s \| \| \| 4.º \| Thibau Nys \| \| + 0 s \| \| \| 5.º \| Matteo Trentin \| UAE Team Emirates \| + 0 s \| \| \| 6.º \| Milan Menten \| Bingoal Pauwels Sauces WB \| + 0 s \| \| \| 7.º \| Loïc Vliegen \| Intermarché-Wanty-Gobert Matériaux \| + 0 s \| \| \| 8.º \| Mattias Skjelmose \| Trek-Segafredo \| + 0 s \| \| \| 9.º \| Marijn van den Berg \| EF Education-EasyPost \| + 0 s \| \| \| 10.º \| Filippo Baroncini \| Trek-Segafredo \| + 0 s \| \| |                     |                                    |                 |
| |                     |                                    |                 |
| Fuente: ProCyclingStats |                     |                                    |                 |
| Clasificación de la etapa |                     |                                    |                 |
| Ciclista | Ciclista            | Equipo                             | Tiempo          |
| 1.º | Jan Bakelants       | Intermarché-Wanty-Gobert Matériaux | 4 h 41 min 25 s |
| 2.º | Robert Stannard     | Alpecin-Deceuninck                 | + 0 s           |
| 3.º | Axel Laurance       | B&B Hotels-KTM                     | + 0 s           |
| 4.º | Thibau Nys          |                                    | + 0 s           |
| 5.º | Matteo Trentin      | UAE Team Emirates                  | + 0 s           |
| 6.º | Milan Menten        | Bingoal Pauwels Sauces WB          | + 0 s           |
| 7.º | Loïc Vliegen        | Intermarché-Wanty-Gobert Matériaux | + 0 s           |
| 8.º | Mattias Skjelmose   | Trek-Segafredo                     | + 0 s           |
| 9.º | Marijn van den Berg | EF Education-EasyPost              | + 0 s           |
| 10.º | Filippo Baroncini   | Trek-Segafredo                     | + 0 s           |

## Clasificaciones finales
- Las clasificaciones finalizaron de la siguiente forma:[4]

### Clasificación general
| \| Clasificación general \| Clasificación general \| Clasificación general \| Clasificación general \| Clasificación general \| \| Ciclista \| Ciclista \| Equipo \| Tiempo \| \| \| --------------------- \| --------------------- \| ---------------------------------- \| --------------------- \| --------------------- \| \| 1.º \| Robert Stannard \| Alpecin-Deceuninck \| 22 h 49 min 54 s \| \| \| 2.º \| Loïc Vliegen \| Intermarché-Wanty-Gobert Matériaux \| + 10 s \| \| \| 3.º \| Mattias Skjelmose \| Trek-Segafredo \| + 12 s \| \| \| 4.º \| Lorenzo Rota \| Intermarché-Wanty-Gobert Matériaux \| + 14 s \| \| \| 5.º \| Greg Van Avermaet \| AG2R Citroën Team \| + 26 s \| \| \| 6.º \| James Shaw \| EF Education-EasyPost \| + 34 s \| \| \| 7.º \| Maxim Van Gils \| Lotto-Soudal \| + 38 s \| \| \| 8.º \| Frederik Wandahl \| Bora-Hansgrohe \| + 43 s \| \| \| 9.º \| Omer Goldstein \| Israel-Premier Tech \| + 46 s \| \| \| 10.º \| Guillaume Martin \| Cofidis \| + 51 s \| \| |                   |                                    |                  |
| |                   |                                    |                  |
| Fuente: ProCyclingStats |                   |                                    |                  |
| Clasificación general |                   |                                    |                  |
| Ciclista | Ciclista          | Equipo                             | Tiempo           |
| 1.º | Robert Stannard   | Alpecin-Deceuninck                 | 22 h 49 min 54 s |
| 2.º | Loïc Vliegen      | Intermarché-Wanty-Gobert Matériaux | + 10 s           |
| 3.º | Mattias Skjelmose | Trek-Segafredo                     | + 12 s           |
| 4.º | Lorenzo Rota      | Intermarché-Wanty-Gobert Matériaux | + 14 s           |
| 5.º | Greg Van Avermaet | AG2R Citroën Team                  | + 26 s           |
| 6.º | James Shaw        | EF Education-EasyPost              | + 34 s           |
| 7.º | Maxim Van Gils    | Lotto-Soudal                       | + 38 s           |
| 8.º | Frederik Wandahl  | Bora-Hansgrohe                     | + 43 s           |
| 9.º | Omer Goldstein    | Israel-Premier Tech                | + 46 s           |
| 10.º | Guillaume Martin  | Cofidis                            | + 51 s           |

### Clasificación de la montaña
| Clasificación de la montaña | Clasificación de la montaña | Clasificación de la montaña | Clasificación de la montaña | Clasificación de la montaña |
| Ciclista                    | Ciclista                    | Equipo                      | Puntos                      |                             |
| --------------------------- | --------------------------- | --------------------------- | --------------------------- | --------------------------- |
| 1.º                         | Victor Campenaerts          | Lotto-Soudal                | 50 pts                      |                             |
| 2.º                         | Oier Lazkano                | Movistar Team               | 30 pts                      |                             |
| 3.º                         | Lennert Teugels             | Tarteletto-Isorex           | 28 pts                      |                             |
| 4.º                         | Rui Oliveira                | UAE Team Emirates           | 28 pts                      |                             |
| 5.º                         | Ivo Oliveira                | UAE Team Emirates           | 26 pts                      |                             |
| 6.º                         | José Joaquín Rojas          | Movistar Team               | 22 pts                      |                             |
| 7.º                         | Thijs Aerts                 | Baloise Trek Lions          | 20 pts                      |                             |
| 8.º                         | Davide Ballerini            | Quick-Step Alpha Vinyl      | 20 pts                      |                             |
| 9.º                         | Edward Theuns               | Trek-Segafredo              | 14 pts                      |                             |
| 10.º                        | Maxime Chevalier            | B&B Hotels-KTM              | 14 pts                      |                             |

### Clasificación por puntos
| Clasificación por puntos | Clasificación por puntos | Clasificación por puntos           | Clasificación por puntos | Clasificación por puntos |
| Ciclista                 | Ciclista                 | Equipo                             | Puntos                   |                          |
| ------------------------ | ------------------------ | ---------------------------------- | ------------------------ | ------------------------ |
| 1.º                      | Robert Stannard          | Alpecin-Deceuninck                 | 45 pts                   |                          |
| 2.º                      | Axel Laurance            | B&B Hotels-KTM                     | 32 pts                   |                          |
| 3.º                      | Mattias Skjelmose        | Trek-Segafredo                     | 31 pts                   |                          |
| 4.º                      | Alex Aranburu            | Movistar Team                      | 26 pts                   |                          |
| 5.º                      | Oier Lazkano             | Movistar Team                      | 25 pts                   |                          |
| 6.º                      | Davide Ballerini         | Quick-Step Alpha Vinyl             | 25 pts                   |                          |
| 7.º                      | Loïc Vliegen             | Intermarché-Wanty-Gobert Matériaux | 24 pts                   |                          |
| 8.º                      | Jan Bakelants            | Intermarché-Wanty-Gobert Matériaux | 20 pts                   |                          |
| 9.º                      | José Joaquín Rojas       | Movistar Team                      | 20 pts                   |                          |
| 10.º                     | Jesús Herrada            | Cofidis                            | 15 pts                   |                          |

### Clasificación de los jóvenes
| Clasificación del mejor joven | Clasificación del mejor joven | Clasificación del mejor joven | Clasificación del mejor joven | Clasificación del mejor joven |
| Ciclista                      | Ciclista                      | Equipo                        | Tiempo                        |                               |
| ----------------------------- | ----------------------------- | ----------------------------- | ----------------------------- | ----------------------------- |
| 1.º                           | Robert Stannard               | Alpecin-Deceuninck            | 22 h 49 min 54 s              |                               |
| 2.º                           | Mattias Skjelmose             | Trek-Segafredo                | + 12 s                        |                               |
| 3.º                           | Maxim Van Gils                | Lotto-Soudal                  | + 38 s                        |                               |
| 4.º                           | Frederik Wandahl              | Bora-Hansgrohe                | + 43 s                        |                               |
| 5.º                           | Oier Lazkano                  | Movistar Team                 | + 55 s                        |                               |
| 6.º                           | Filippo Baroncini             | Trek-Segafredo                | + 1 min 41 s                  |                               |
| 7.º                           | Ben Healy                     | EF Education-EasyPost         | + 3 min 03 s                  |                               |
| 8.º                           | Pim Ronhaar                   | Baloise Trek Lions            | + 10 min 40 s                 |                               |
| 9.º                           | Kévin Vauquelin               | Arkéa-Samsic                  | + 11 min 42 s                 |                               |
| 10.º                          | Ben Turner                    | Ineos Grenadiers              | + 12 min 11 s                 |                               |

### Clasificación por equipos
| Clasificación por equipos | Clasificación por equipos          | Clasificación por equipos | Clasificación por equipos |
| Equipo                    | Equipo                             | Tiempo                    |                           |
| ------------------------- | ---------------------------------- | ------------------------- | ------------------------- |
| 1.º                       | Lotto-Soudal                       | 68 h 34 min 36 s          |                           |
| 2.º                       | Intermarché-Wanty-Gobert Matériaux | + 4 min 28 s              |                           |
| 3.º                       | Bora-Hansgrohe                     | + 6 min 30 s              |                           |
| 4.º                       | EF Education-EasyPost              | + 7 min 15 s              |                           |
| 5.º                       | Trek-Segafredo                     | + 7 min 58 s              |                           |
| 6.º                       | Cofidis                            | + 9 min 10 s              |                           |
| 7.º                       | Israel-Premier Tech                | + 10 min 22 s             |                           |
| 8.º                       | AG2R Citroën Team                  | + 14 min 17 s             |                           |
| 9.º                       | Movistar Team                      | + 15 min 18 s             |                           |
| 10.º                      | Alpecin-Deceuninck                 | + 23 min 54 s             |                           |

## Evolución de las clasificaciones
| Etapa                   |                         | Ganador _          | Clasificación general | Puntos             | Montaña            | Metas volantes   | Jóvenes         | Equipo _                           |
| ----------------------- | ----------------------- | ------------------ | --------------------- | ------------------ | ------------------ | ---------------- | --------------- | ---------------------------------- |
| 1.ª etapa               | etapa escarpada         | Julian Alaphilippe | Julian Alaphilippe    | Julian Alaphilippe | Lennert Teugels    | Fabian Lienhard  | Robert Stannard | Intermarché-Wanty-Gobert Matériaux |
| 2.ª etapa               | etapa escarpada         | Oier Lazkano       | Robert Stannard       | Oier Lazkano       | Gianni Vermeersch  | Fabian Lienhard  | Robert Stannard | Lotto-Soudal                       |
| 3.ª etapa               | etapa llana             | Arnaud De Lie      | Robert Stannard       | Alex Aranburu      | Victor Campenaerts | Casper Pedersen  | Robert Stannard | Lotto-Soudal                       |
| 4.ª etapa               | etapa llana             | Davide Ballerini   | Robert Stannard       | Mattias Skjelmose  | Victor Campenaerts | Casper Pedersen  | Robert Stannard | Lotto-Soudal                       |
| 5.ª etapa               | etapa llana             | Jan Bakelants      | Robert Stannard       | Robert Stannard    | Victor Campenaerts | Dries Van Gestel | Robert Stannard | Lotto-Soudal                       |
| Clasificaciones finales | Clasificaciones finales |                    | Robert Stannard       | Robert Stannard    | Victor Campenaerts | Dries Van Gestel | Robert Stannard | Lotto-Soudal                       |

## Ciclistas participantes y posiciones finales
Convenciones:
- AB-N: Abandono en la etapa "N"
- FLT-N: Retiro por llegada fuera del límite de tiempo en la etapa "N"
- NTS-N: No tomó la salida para la etapa "N"
- DES-N: Descalificado o expulsado en la etapa "N"

## UCI World Ranking
El Tour de Valonia otorgó puntos para el UCI World Ranking para corredores de los equipos en las categorías UCI WorldTeam, UCI ProTeam y Continental. Las siguientes tablas son el baremo de puntuación y los diez corredores que obtuvieron más puntos:
| Posición              | 1.º | 2.º | 3.º | 4.º | 5.º | 6.º | 7.º | 8.º | 9.º | 10.º | 11.º | 12.º | 13.º | 14.º | 15.º | 16.º-30.º | 31.º-40.º |
| Clasificación general | 200 | 150 | 125 | 100 | 85  | 70  | 60  | 50  | 40  | 35   | 30   | 25   | 20   | 15   | 10   | 5         | 3         |
| Por etapa             | 20  | 10  | 5   |     |     |     |     |     |     |      |      |      |      |      |      |           |           |
| Líder                 | 5   |     |     |     |     |     |     |     |     |      |      |      |      |      |      |           |           |

| Clasificación |                          |                                    |         |       |       |       |
| Posición      | Ciclista                 | Equipo                             | General | Etapa | Líder | Total |
| ------------- | ------------------------ | ---------------------------------- | ------- | ----- | ----- | ----- |
| 1.º           | Robert Stannard          | Alpecin-Deceuninck                 | 200     | 15    | 15    | 230   |
| 2.º           | Loïc Vliegen             | Intermarché-Wanty-Gobert Matériaux | 150     | 10    | -     | 160   |
| 3.º           | Mattias Skjelmose Jensen | Trek-Segafredo                     | 125     | -     | -     | 125   |
| 4.º           | Lorenzo Rota             | Intermarché-Wanty-Gobert Matériaux | 100     | -     | -     | 100   |
| 5.º           | Greg Van Avermaet        | AG2R Citroën                       | 85      | -     | -     | 85    |
| 6.º           | James Shaw               | EF Education-EasyPost              | 70      | -     | -     | 70    |
| 7.º           | Maxim Van Gils           | Lotto Soudal                       | 60      | -     | -     | 60    |
| 8.º           | Frederik Wandahl         | Bora-Hansgrohe                     | 50      | -     | -     | 50    |
| 9.º           | Oier Lazkano             | Movistar                           | 30      | 20    | -     | 50    |
| 10.º          | Omer Goldstein           | Israel-Premier Tech                | 40      | -     | -     | 40    |